# Kloster Bettbrunn
Kloster Bettbrunn ist ein ehemaliges Kloster der Augustinereremiten in Bettbrunn, heute Gemeindeteil von Kösching in Bayern. 

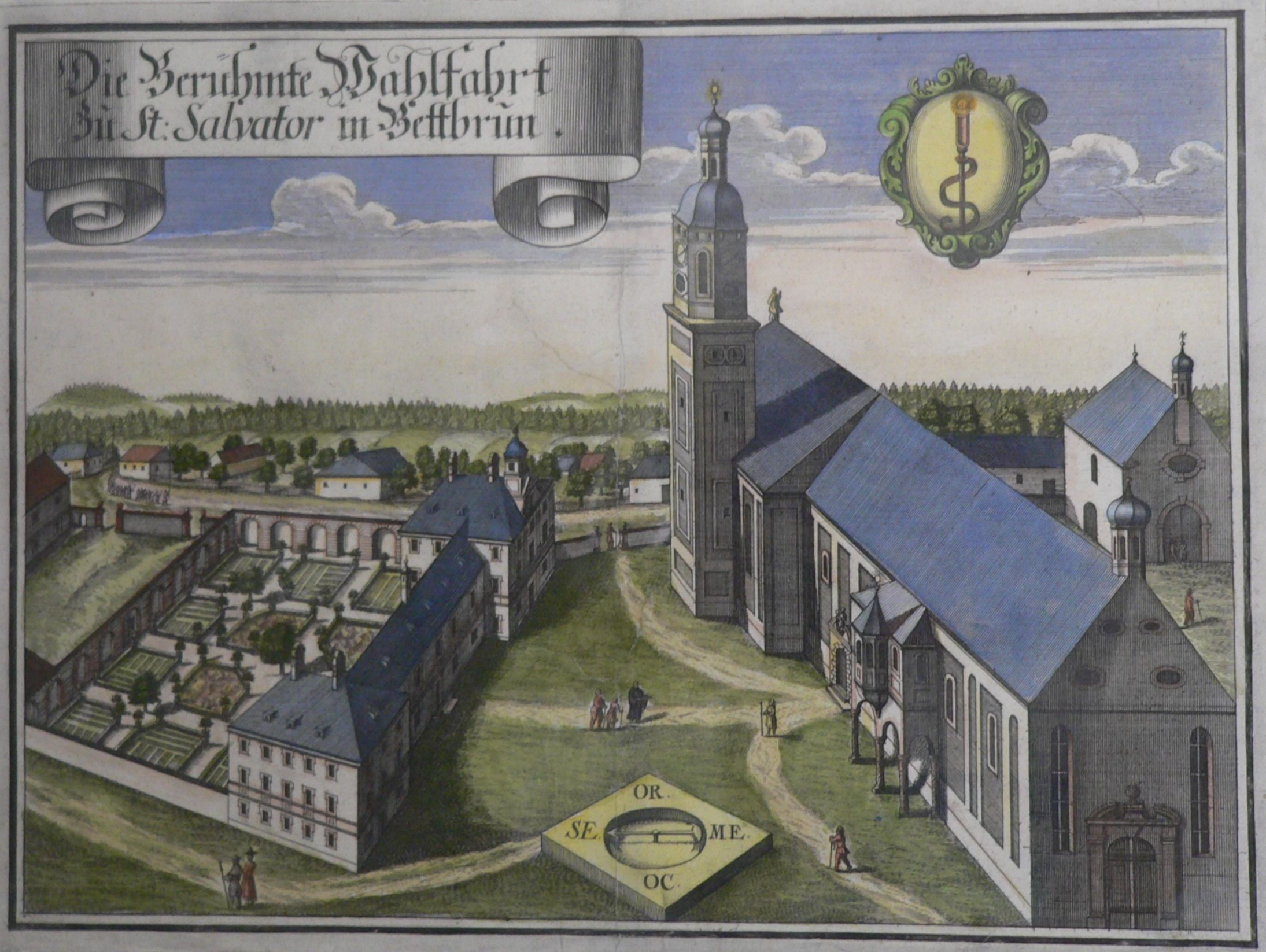
Kirche und Kloster Bettbrunn, Kupferstich von Michael Wening

## Geschichte
Bettbrunn ist als Hostienwallfahrt seit 1125 belegt. Die erste hölzerne Kapelle brannte 1329 ab, die Hostie ging beim Brand verloren, nicht aber ein hölzernes Christusbild. Dieses Bildnis des St. Salvator wurde seit dem Brand besonders verehrt. Das Sankt Salvator geweihte Kloster wurde 1690 durch Kurfürst Maximilian II. Emanuel von Bayern und den Bischof von Regensburg gegründet. Die Augustiner-Eremiten, die schon seit 1650 aushilfsweise in Bettbrunn wirkten, sollten die Betreuung der Wallfahrer übernehmen. 1754 sind Wallfahrten aus 9 Städten, 21 Märkten und 114 Dorfpfarreien belegt. 1774 wurde das Langhaus der Kirche erweitert, um die Wallfahrermassen besser aufnehmen zu können. Im Jahr 1797 zählte man 37.000 Wallfahrtskommunionen. Das Kloster wurde im Zuge der Säkularisation im Jahre 1803 aufgelöst und verkauft, die Konventgebäude abgerissen. Wertgegenstände, Votivgeschenke, Paramente sowie Kirchengeräte wurden ebenfalls abgeholt und verkauft. Wallfahrten wurden von kirchlicher Seite verboten. Erst in den sechziger Jahren des 19. Jahrhunderts wurde die Wallfahrt wieder belebt. Heute kommen regelmäßig ca. 60 Gemeinden jährlich zur Wallfahrt.